# Discovery Science
Science Channel (укр. науковий канал, дослівно) — кабельний і супутниковий телеканал із серії каналів Discovery Channel, виробництва Discovery Communications. Програми Science Channel присвячені науці й охоплюють багато її сфер, наприклад космос, технології, геологію, тваринний світ.

## Про телеканал

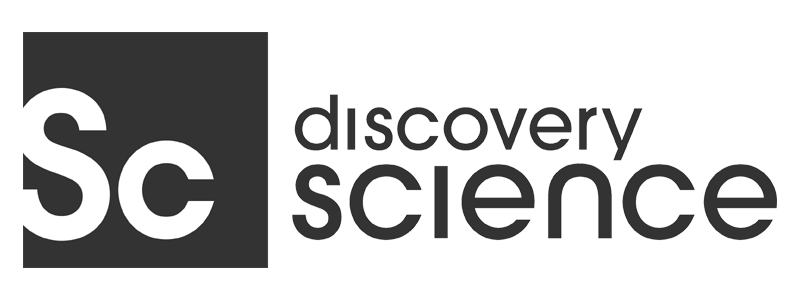
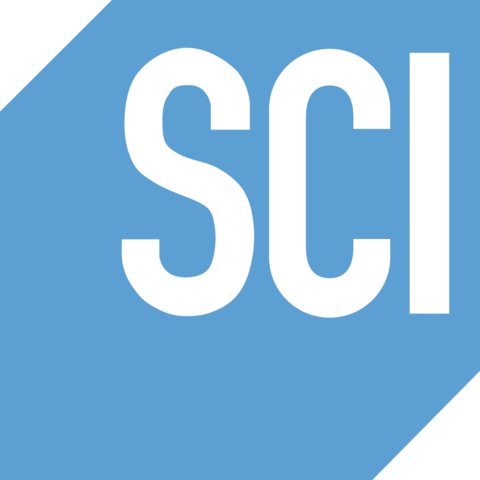

Спочатку телеканал був запущений 1999 року й називався Discovery Science. 2002 року його перейменували в Science Channel. Остаточне формування каналу завершилось у квітні 2003, коли в його програму ввійшли нові передачі, а старі були удосконалені. В грудні 2007 канал отримав новий логотип, який зберігається й донині. Дизайн логотипа схожий на дизайн елементу періодичної системи, як його зазвичай зображають. Також абревіатура Sc — хімічний символ елементу Скандію. У Південно-Східній Азії, Європі і Австралії канал дотепер транслюється, як Discovery Science.

## Телепередачі
- Зустріч з інопланетянами ( Alien Encounters )
- All-American Makers
- Ідіот за кордоном ( An Idiot Abroad )
- Are We Alone? (Ми самі?)
- Завтра і післязавтра ( Beyond Tomorrow )
- Brink
- Build It Bigger
- Позамежна техніка ( Building the Ultimate )
- Головоломи: насильство над наукою (Brainiac: Science Abuse)
- Впіймаєш - отримаєш ( Catch It Keep It )
- Хаос в дії: кадри очевидців ( Chaos Caught on Camera )
- Близькі контакти ( Close Encounters )
- Суперспоруди ( Colossal Construction )
- Космос: персональна подорож ( Cosmos: A Personal Voyage )
- Danger by Design
- Темні матерії. Заплутані, але правдиві ( Dark Matters: Twisted But True )
- День коли змінився Всесвіт ( The Day The Universe Changed )
- Демонтаж ( Deconstructed )
- Знищено за секунди[1] (Destroyed in Seconds)
- Журнал "Діскавері" ( Discover Magazine )
- Екотехнологія ( Ecotech )
- інженерні Справи ( Engineered )
- Масове переселення землян ( Exodus Earth )
- Зухвалі проекти ( Extreme Engineering )
- Екстремальні машини ( ExtremeMashines )
- Face Off
- Factory Made
- Світляк (re-runs)
- Fringe (re-runs)
- Futurescape with James Woods
- The Gadget Show
- Head Games
- Head Rush
- Як це зроблено? ( How It's Made? )
- Як це працює? ( How Does it Work? )
- How Do They Do It? (Як вони це роблять?)
- Як влаштований Всесвіт ( How the Universe Works )
- Ingenious Minds
- Invention Nation
- It's All Geek to Me
- Junkyard Wars
- Lost Luggage
- Mantracker
- Meteorite Men
- Monster Bug Wars
- Mutant Planet
- Руйнівники міфів ( MythBusters )
- Oddities
- Outrageous Acts of Science
- Patent Bending
- Paleoworld
- Popular Science's Future of...
- Prophets of Science Fiction
- Race to Escape
- Raging Planet
- ReGenesis (re-runs)
- Science of the Movies
- Sci Fi Science: Physics of the Impossible
- Solar Empire
- Stuff You Should Know
- Stuck with Hackett
- Survivorman
- Strip The City
- Terra Nova (re-runs)
- Викривлення часу ( Time Warp )
- Крізь браму ( Through the Wormhole ) (з Морганом Фріменом)
- Understanding
- The Unexplained Files
- Wonders of the Solar System
- Wonders of the Universe
- Species of Mass Destruction